# Медведево (Вологодский район)
Медве́дево — деревня в Вологодском районе Вологодской области на реке Ёма.
Входит в состав Сосновского сельского поселения, с точки зрения административно-территориального деления — в Сосновский сельсовет.
Расстояние по автодороге до районного центра Вологды — 27,5 км, до центра муниципального образования Сосновки — 8 км. Ближайшие населённые пункты — Степаново, Сорошнево, Горбово, Молитвино.
По данным переписи в 2002 году постоянного населения не было.